# Огурцов, Дмитрий Андреевич
Дмитрий Андреевич Огурцов (род. 20 июня 1994, Москва) — российский хоккеист, защитник. Мастер спорта России.

## Биография
Занимался в московских хоккейных школах «Северная звезда» (2002—2003), «Крылья Советов» (2003—2005), «Спартак» (2005—2009), ЦСКА (2009—2011). На драфте юниоров КХЛ 2011 года был выбран ЦСКА под № 115. С сезона 2011/12 — игрок команды МХЛ «Красная армия». Финалист Кубка Харламова (2012, 2014). В сезоне 2013/14 провёл 12 матчей в КХЛ за ЦСКА. 12 мая 2014 года подписал с клубом двухлетний контракт и 14 июля был обменян в тольяттинскую «Ладу». 6 мая 2015 ЦСКА обменял Огурцова на выбор во втором круге драфта-2016 и сразу отдал его в «Нефтехимик» за права на нападающего «Эдмонтон Ойлерз» Наиля Якупова. 4 мая 2016 года Огурцов продлил контракт на два года. 12 мая 2017 был обменян в ЦСКА, но через месяц вернулся в «Нефтехимик». 21 мая 2019 года, находясь в статусе ограниченно свободного агента, подписал односторонний двухлетний контракт с московским «Динамо». 10 июля 2020 года клуб расторг соглашение, а через четыре дня Огурцов перешёл в «Трактор». 1 мая 2021 года покинул клуб. 11 декабря 2021 года подписал контракт с клубом второй чешской лиги «Фридек-Мистек». Сезон 2022/23 провёл в клубе ВХЛ «Буран» Воронеж.